# Schlacht von Freeman’s Farm
Die Schlacht von Freeman’s Farm am 19. September 1777 war das erste Gefecht der Schlacht von Saratoga im Amerikanischen Unabhängigkeitskrieg.

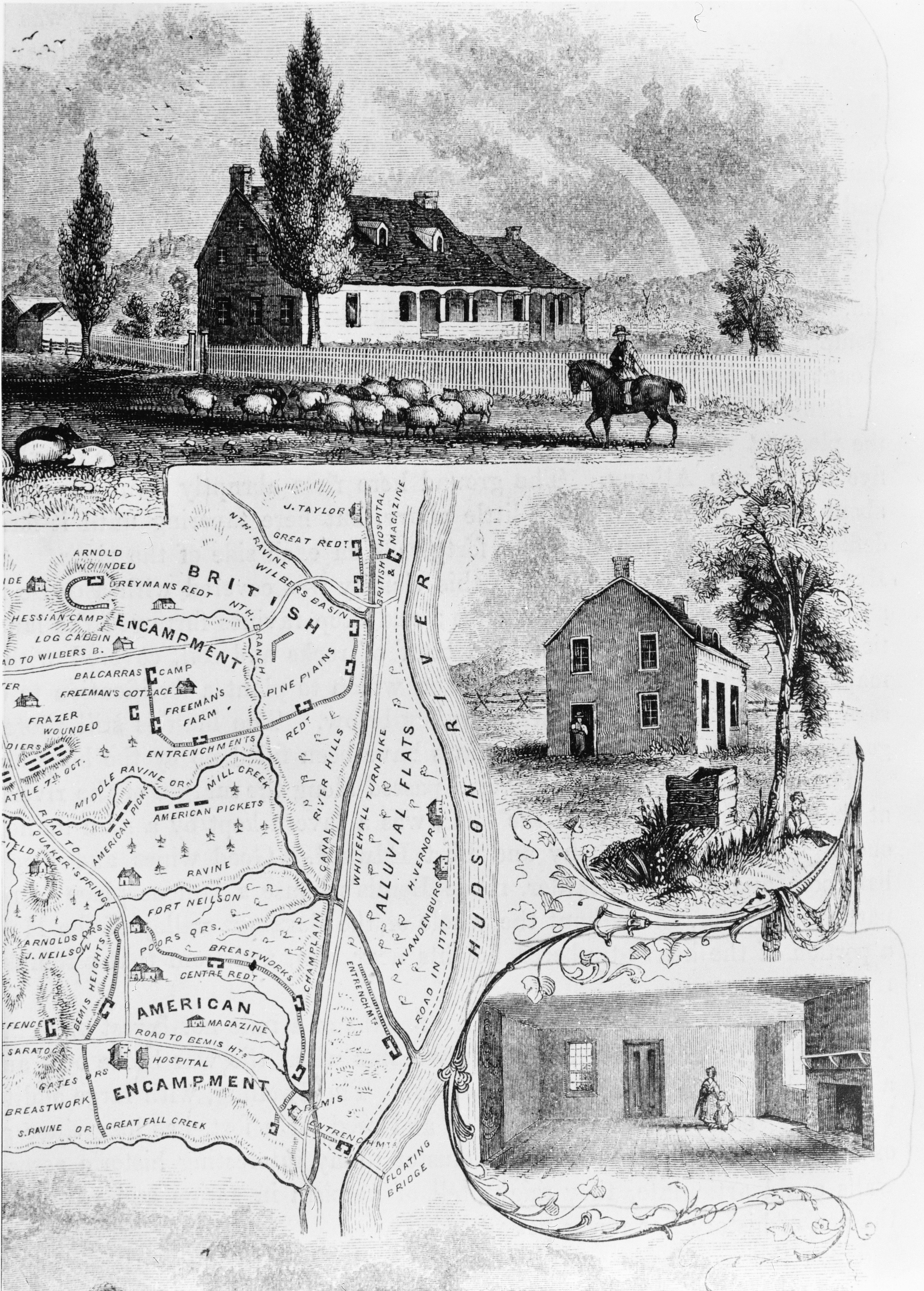
Plan des Schlachtfeldes der Schlacht von Saratoga und Abbildung von John Neilsons Haus, dem Hauptquartier der Generale Benedict Arnold und Enoch Poor.

Amerikanische Streitkräfte unter Generalmajor Horatio Gates mussten das Feld der britischen Expeditionstruppe unter Generalleutnant John Burgoyne überlassen, verursachten jedoch schwere Verluste. Die Schlacht, die gelegentlich auch Erste Schlacht von Saratoga genannt wird, stoppte Burgoynes Vormarsch im Saratoga-Feldzug. Außerdem bereitete sie mit dem verbliebenen Unentschieden den restlichen Aktionen der Schlacht von Saratoga die Bühne.

## Hintergrund
Ticonderoga – Hubbardton – Fort Ann – Oriskany – Bennington – Saratoga (Freemans Farm – Bemis Heights) – Fort Clinton und Fort Montgomery
General Burgoyne führte die Hauptexpedition des Saratoga-Feldzuges von Kanada nach Süden in Richtung Albany (New York). Auf seinem Weg hatte er alle Standorte und Streitkräfte besiegt. Der amerikanische Widerstand wurde stärker, als er 14½ km südlich von Saratoga (New York) an das Westufer des Hudson River übersetzte. Die Amerikaner hatten eine Erhebung namens Bemis Heights befestigt. Burgoynes zwei Versuche, sie beiseite zu fegen, wurden unter dem Namen Schlacht von Saratoga bekannt. Die Schlacht von Freeman’s Farm war der erste Versuch und die Schlacht von Bemis Heights drei Wochen später war der zweite.
Die Briten rückten in drei Kolonnen auf die Höhen vor, die mehr als 3 km südlich von ihnen lagen. Friedrich Adolf Riedesel führte die linke Kolonne auf dem Flussweg zusammen mit dem Hauptteil des Artillerie- und Schutznachschubs. General James Inglis Hamilton kommandierte das Zentrum, das die Höhen angreifen sollte. General Simon Fraser führte den rechten Flügel mit Leichten Infanterie- und Grenadier-Bataillonen, um den Amerikanern in die linke Flanke zu fallen. Die amerikanische Rechte war durch den Hudson River geschützt.
Die amerikanischen Streitkräfte waren weder sonderlich gut organisiert noch sonderlich gut auf das Gefecht vorbereitet. General Gates hatte gerade erst das Kommando des Nördlichen Departements der Kontinentalarmee übernommen, nachdem Burgoyne Fort Ticonderoga fast kampflos eingenommen hatte. George Washington hatte einige erfahrene Einheiten nach Norden geschickt, so dass die Schlachten von Saratoga auf beiden Seiten von ausgebildeten Soldaten geschlagen wurden. Zuvor hatte Burgoyne meist nur Milizen gegenübergestanden.
Aber die amerikanische Kommandostruktur war gestört. Benedict Arnold hatte eigentlich das Kommando über den linken Flügel. Trotzdem hatte er nicht nur keine Befehle für die Schlacht, Gates wollte ihm auch nur eine Kundschaftermission genehmigen.

## Beschreibung der Schlacht
Die Briten hatten nur wenige Informationen über Stärke und Aufstellung der amerikanischen Streitkräfte und Morgennebel begrenzte die Sicht. Mittags löste dieser sich auf und die Briten marschierten los.
Benedict Arnold war inzwischen an die äußerste linke Flanke geritten und bat Oberst Daniel Morgans Männer, Simon Frasers Vormarsch zu stoppen. Morgan und Arnold bevorzugten einen Angriff während die Briten sich in Marschkolonnen durch den Wald bewegten. Arnold nutzte seine früheren Befehle, die ihm eine Erkundung mit der Truppe erlaubten, um Morgans und Henry Dearborns Leichten Infanterie-Bataillonen das Vorrücken zu befehlen. Als Morgans Virginia-Schützen eintrafen, um Freeman’s Farm zu stürmen, fanden sie Frasers vorrückende Marschkolonne vor. Die ersten Schüsse töteten alle britischen Offiziere und schlugen die übrigen Truppen in die Flucht.
Als sie das sahen, stürmten Morgans Männer waghalsig vorwärts. Unter Dearborns Feuerschutz jagten sie Frasers Leichte Infanterie zu General Hamiltons Hauptkolonne zurück. Ihr Enthusiasmus wurde erst gebrochen, als sie in die Bajonette der Grenadierbataillone liefen. Aus dem amerikanischen Vormarsch wurde ein schneller Rückzug. Nach diesem Muster verlief auch der Rest der Schlacht.
Morgan arbeitete hart, um sein Regiment im Süden des Feldes wieder zu formieren. Wissend, dass Morgan in Schwierigkeiten war, befahl Arnold Enoch Poors Brigade aus New Yorker und New Hampshirer Soldaten und Connecticuter Milizen, die amerikanische Linke zu verstärken. Außerdem befahl er General Ebenezer Learned, mit vier Regimentern der Kontinentalarmee Morgan im Zentrum zu unterstützen. Burgoyne sah nicht tatenlos zu und befahl Fraser und Hamilton, sich auf den Äckern der Farm neu zu formieren.
Als die Briten sich auf dem Feld gesammelt hatten, trieb sie massives Feuer von Poors Regiment unter bedeutenden Verlusten zurück. Wiederum schlugen die Briten jedoch einen amerikanischen Angriff zurück. Arnold selbst führte einen Angriff mit fünf Regimentern auf das Zentrum an, konnte jedoch Frasers Flügel nicht von Burgoynes anderen Streitkräften abschneiden. Drei Mal ritt Arnold zurück in das Hauptquartier, um Gates zu bitten, anzugreifen oder ihm genug Männer zu geben, um die Briten zu schlagen. Seine einzigen Antworten waren ein Befehl, Alexander Scammels 3. New Hampshire Regiment als Bewachung des Hauptquartiers zurückzulassen und letztlich der Befehl an Arnold, sich aus der Schlacht zurückzuziehen.
Den letzten Schlag der Schlacht führten die Briten. Burgoyne befahl Riedesel eine leichte Wache bei der Marschkolonne zurückzulassen und auf Freeman’s Farm vorzurücken. Riedesel führte seine Hessen mit Artillerieunterstützung durch eine Klamm, die die Amerikaner für unpassierbar gehalten hatten. Seine zusätzlichen Kräfte erlaubten den Briten, die Äcker und die Farm erfolgreich einzunehmen.

## Nachspiel
Burgoyne hatte die Farm eingenommen, aber über 600 Mann dabei verloren, die meisten in Hamiltons Hauptkolonne. Die Verluste an Männern und Ausrüstung konnte er nicht ausgleichen, darüber hinaus hatte er die Initiative verloren. Die amerikanischen Verluste lagen bei 300 Toten und Schwerverwundeten. Die britischen und hessischen Streitkräfte errichteten auf der Farm Befestigungen und befestigten ihre ursprüngliche Hudson-Überquerungsstelle.
Am Ende der Schlacht hatten sich beide Seiten mehr als 3 km voneinander entfernt eingegraben. Burgoynes Streitkräfte waren auf 6.000 Mann geschmolzen und hatten nur noch wenig Ausrüstung und Proviant. Gates hatte immer noch 7.000 Männer und jeden Tag trafen neue Milizionäre ein.
Gates berichtete auf schnellstem Wege dem Kontinentalkongress und dem New Yorker Gouverneur. Während die Feldkommandeure und die Kämpfer einhellig Benedict Arnold den Sieg zuschrieben, gingen Gates’ größte Anstrengungen dahin, dass niemand außer ihm selbst den Ruhm einstrich. Arnolds Proteste galten vor allem dem, was er als eine Herabsetzung von Learned, Poor, Morgan und ihren Männern ansah. Der Bruch zwischen Arnold und Gates wurde tiefer, und Gates stellte sicher, dass Arnold keine Kommandogewalt hatte, als es zur Schlacht von Bemis Heights kam.